# 小峠篤司
小峠 篤司（ことうげ あつし、1985年10月18日 - ）は、日本の男性プロレスラー。大阪府貝塚市出身。プロレスリング・ノア所属。血液型O型。

## 経歴
高校卒業後、大阪プロレス教室へ進んだ。
2005年4月29日、大阪プロレスでデビュー。
2008年1月5日、ゼロ、GAINAの保持する大阪プロレスタッグ王座に原田大輔と組んで挑戦するも、敗退。
2月11日、大阪ハリケーンのセミファイナルの大阪プロレスタッグ選手権、ゼロ&GAINA対ツバサ&アジアン・クーガーの試合終了後、ヒールユニット「バッドフォース」に入隊する。
4月26日、バッドフォースが解散となり、小峠も無所属となった。
5月10日、元バッドフォースコンビで秀吉、政宗と組んでいたが試合後、小峠は今後一人で行動すると宣言し一匹狼となった。
5月24日、タダスケの熱い心でユニット「BLOOD&GUTS」に介入させようと原田とのシングルを提案する。しかし原田は、「今更シングルマッチで闘っても何も変わらへん。ここはあえてタッグを組んで気持ちを確かめる!」と小峠とのタッグ結成を提案し、小峠もこれを受けた。
5月31日、原田と組んでアジアン・クーガー&ブラックバファローとのタッグマッチが行われた。結果は敗れたものの、試合後、小峠は原田の気持ちを感じ取ってB&G加入を宣言。
6月7日、B&G対正規軍戦でミラクルからフォール勝ちを収めた。
6月21日、タッグフェスティバルにタダスケとのタッグで出場。ミラクルマンを下して1回戦を勝ち抜き、準決勝で当たるMUCHA×LUCHAのアジアンクーガーが負傷欠場のため、小峠が決勝戦に進出。
6月29日、決勝戦で原田&ゼウスと当たるが、原田の2連発の片山ジャーマンスープレックスに沈んだ。
2010年2月11日、原田とのタッグ「桃の青春タッグ」で秀吉&政宗組を破り、大阪プロレスタッグ王座を獲得。
7月17日、望月成晃&ドン・フジイ組との防衛戦を行われたが、防衛に失敗してベルトがDRAGON GATEに流出する事態となった。
10月、第4回日テレG+杯争奪ジュニアヘビー級タッグ・リーグ戦に原田とタッグを組んで出場。
10月31日、望月&フジイ組の保持する大阪プロレスタッグ選手権に挑戦し、小峠がフジイからフジワラクラッチで即座に丸めこみ3カウント、大阪プロレスタッグ選手権の団体の至宝を奪還。
11月28日、空牙&ヲロチと初防衛戦を行われたが、敗退となった。
2011年1月15日、プロレスリング・ノアの丸藤正道&青木篤志が保持するGHCジュニアヘビー級タッグ王座に原田と組んで挑戦するも、敗れた。その後、プロレスリング・ノアの大阪大会などに定期的に参戦するようになった。
2012年4月、今季の契約満了をもって大阪プロレスを退団することを発表。
5月1日、プロレスリング・ノアに入団。
6月3日、ノア入団からわずか1ヶ月でGHCジュニアヘビー級王座に初挑戦するも、当時の王者・金丸義信に敗戦。
9月、第6回日テレG+杯争奪ジュニアヘビー級タッグ・リーグ戦に石森太二とタッグを組んで出場し、優勝。
2013年3月10日、GHCジュニアヘビー級王座に2度目の挑戦を果たすも、小峠のタッグパートナーでもある石森に敗戦。
2014年3月21日、石森とのコンビで小川良成&ザック・セイバーJr.組を破り、GHCジュニアヘビー級タッグ王座を獲得する。小峠自身、初のGHC王座戴冠となったが、初防衛戦で小川組に敗れた。
7月、再び王座に就いたが超危暴軍の拳王&大原はじめ組に敗れ、またしても初防衛に失敗する。
4月19日、GHCジュニアヘビー級王座に三度目の挑戦を果たすが、小峠の大阪時代からのライバルでもある原田に敗れた。
12月6日、原田を変形キル・スイッチで破り、GHCジュニアヘビー級王座を獲得する。大阪時代も含めて初のシングル王座を戴冠。翌日に原田との初防衛戦が発表された（2015年1月24日、大阪府立体育会館 第2競技場）。
2015年3月15日、2度目の防衛戦となった鈴木軍のタイチに敗れ、GHCジュニア王座から転落した。　
2016年12月、ヘビー級に転向して戴冠していたジュニアヘビー級とジュニアタッグを返上。
2017年8月26日、潮崎豪とのタッグでGHCヘビー級タッグ選手権試合に挑戦。序盤は丸藤とマイバッハ谷口のコンビに捕まるが、小峠もその2人にまとめてミサイルキックを見舞って応戦した。最後はムーンサルト・プレスからヘッドバット、キルスイッチので谷口を仕留めた。記録は23分19秒エビ固め。これにより、小峠は自身初のヘビー級王座の戴冠となった。
2019年5月、拳王、マサ北宮、稲村愛輝と共に反体制ユニット「金剛」を結成。
7月27日、神奈川・カルッツかわさき大会の試合後、小峠はリング上で金剛への脱退とジュニアヘビー級への回帰を表明する。
8月4日、東京・後楽園ホール大会にてスティンガーに加入。
2020年5月10日（配信日）、NOAH特設アリーナ大会試合後、小峠はリング上でかつてのパートナーだった鈴木鼓太郎に決別のキルスイッチを食らわせ、スティンガーを脱退した。小峠は対戦相手だった大原はじめと吉岡世起を勧誘し、新ユニット・フルスロットルを結成する。
2022年1月8日、小峠は横浜アリーナで行われた新日本プロレスとの対抗戦にてBULLET CLUB内のヒールユニット・HOUSE OF TORTUREのSHOと対戦したが、敗れた。

## 得意技
個性派揃いのノアジュニアの中心的存在である一方、長身から繰り出される華麗な技の使い手。キルスイッチなど、高難度な技を使うことが多くなっている。

### フィニッシュ・ホールド
キルスイッチ
現在の小峠のフィニッシャー。背後からタイガー・スープレックスの体勢で、相手の両腕を捉えた状態から自身の体を右方向へ180度捻り裏返して、相手の顔が下を向いた状態に移行させて、リバースサーフボードの形になった状態で最後に大きくジャンプしながら尻餅をつくように着地して、その勢いで前のめりに倒した相手の顔面をマットに叩きつける。両腕が固められ、頭部は腰で押さえつけられたまま落下する為か、掛けられた側は全くダメージを軽減する術が無い。
オーバーキルスイッチ
リバース・ゴリー・スペシャルの体勢で持ち上げてから相手の顔が下を向いた状態に移行させ、最後に大きくジャンプしながら尻餅をつくように着地して、その勢いで前のめりに倒した相手の顔面をマットに叩きつける。変型のキルスイッチの形で落とす荒技。
ムーンサルトプレス
片山ジャーマンスープレックス
盟友である原田大輔の必殺技であり原田の引退後に使用を始めた。

### フォール技
ドラッグスター
回転十字固め。
マジェスティ
相手の頭を抱え込み、相手の左ももを右手で抱え込む。そのまま背中からマットに倒れこみ、相手を前方に転がして相手の右足に自分の右足を引っかけてフォールを奪う。

### 投げ技
コルバタ式DDT
コルバタをしてからのDDT。
マグザム
飛びつき式ダイヤモンド・カッター。
コウモリ吊り落とし
ルチャリブレの痛め技でもあるコウモリ吊りに似た状態から落とす技。落とす形はCIMAのシュバインとほぼ同形だが、入り方が複雑で向かい合った状態から相手の股の間に頭を入れ、自分の背中へ相手が来るように持ち上げる。相手の両足を頭上でまとめ左足首のあたりを左腕で掴み、右腕は相手の首から頭部を抱えるようにして固定し、時に助走を付けてマットに首から落とす。
小峠の大阪プロレス時代の先輩であるビリーケン・キッドの必殺技。

### 飛び技
スプラッシュ
コーナートップからのダイビングボディプレス。
トルニージヨ
横に捻りを加えながらのプランチャ。
トペ・コンヒーロ
スカイウォーカーニー
スワンダイブ式ニードロップ。

### 打撃技
レッグ・ショット
尻餅をついた相手に助走して片足を振り抜くようにし振り出し、その片膝の内側あたりを相手の顔面に叩き込む。
レッグラリアット
極まれに使用する。
ヘッドバット
小峠がノア入団後から使い始める技。通常のヘッドバットの他にも、ランニング式でも繰り出す。グローバル・タッグリーグ戦2013にて矢野通・飯塚高史組を相手に流血させられて以降は、ヘッドバットの際に傷口が開いて出血してしまうことが多かった。
ニーアッパー
走り込んできた相手に対し、アームドラッグの体勢で左脇下に右手を差し込んで軽く宙に担ぎ上げ、同時に左膝を振り上げ、相手の顔面をカチ上げる打撃技。原田大輔のオリジナル技であり原田の引退後に使用し始めた。

### 組み技
デスペナルティー
MIYAWAKIが使う型と同型。リバースDDT。なお、技を決める前に技名を宣言してから決めようとするため、成功率は低い。

## 入場曲
- Switch on～いったれ！俺！～ / 田辺弘明 - 現在使用中
- 初代 : SKY WALKER
- 2代目 : BAD JAPANESE（FIRE BALL）
- 3代目 : SKY WALKER
- 4代目 : KEEP DREAMING

## タイトル歴
プロレスリング・ノア
- GHCジュニアヘビー級王座（第28代、第32代、第45代）
- GHCジュニアヘビー級タッグ王座（第20代、第22代、第25代、第27代、第29代、第38代、第41代、第45代、第49代、第51代、第53代）（パートナーは石森太二×2→原田大輔×4→鈴木鼓太郎→大原はじめ→YO-HEY→吉岡世起×2）
- GHCタッグ王座（第40代）（パートナーは潮崎豪）
- 日テレG+杯争奪ジュニアヘビー級タッグ・リーグ戦優勝（2012年、2015年）（パートナーは石森太二→原田大輔）
- U-CUP優勝（2022年）（パートナーは原田大輔、大原はじめ、宮脇純太）

大阪プロレス
- 大阪プロレスタッグ王座（第24代、第26代、第30代）（パートナーは原田大輔×3）

DDTプロレスリング
- UWA世界6人タッグ王座（第40代）（パートナーは原田大輔、タコヤキーダー）

IPW:UK
- IPW:UKジュニアヘビー級王座（第2代）

DRAGON GATE
- オープン・ザ・トライアングルゲート王座（第80代）（パートナーは、原田大輔、YO-HEY）

## テレビ出演
- 若者たち2014第1話（フジテレビ）（2014年7月9日） - 本人役[3]

## エピソード
- 2008年5月10日から大阪プロレスが経営するカフェで店長を務めていた。
- プロレスリング・ノアに移籍後はI.W.A.JAPANに参戦すると代表の浅野起州が経営する店の「看板息子」にされてしまう。
- 決めゼリフは「荒れるぜ、止めてみな！」。（獣電戦隊キョウリュウジャーのセリフより。）